# Mercedes-Benz SLR McLaren
La Mercedes-Benz SLR McLaren è un'autovettura sportiva di lusso ad elevate prestazioni sviluppata dalla casa tedesca Mercedes-Benz in collaborazione e prendendo spunto dall'esperienza delle corse di Formula 1 con la scuderia inglese McLaren, nella cui fabbrica d'oltremanica è stata infatti assemblata e prodotta dal 2003 al 2009.

## Storia

### Genesi della vettura
Il progetto C199, volto alla creazione di una sportiva da contrapporre alle Ferrari ed alle Porsche più esclusive venne avviato poco dopo il Salone di Detroit del 1999, quando la Casa tedesca presentò una concept denominata Vision SLR che prefigurava quasi completamente la futura SLR-McLaren, non solo per quanto riguardava l'estetica, ma anche dal punto di vista della meccanica e più in particolare del motore, molto simile a quello della vettura definitiva. Disegnata da Peter Pfeiffer, da poco tempo succeduto a Bruno Sacco, la Vision SLR anticipava dalla denominazione quale doveva essere lo spirito della vettura e la filosofia costruttiva che vi stava dietro. Si trattava in pratica di realizzare una vettura che rinnovasse dopo diversi decenni gli antichi fasti delle Mercedes-Benz 300 SLR e 300SL "Ali di gabbiano". Ed in effetti la Vision SLR appariva realmente come una possibile erede della "Gullwing" del 1954: le prese d'aria sui parafanghi anteriori e la particolare apertura delle portiere incernierate sul montante anteriore ne erano una prova evidente. Ma oltre a ciò, lo stile della Vision SLR attingeva anche dalle veloci "Frecce d'argento" che vincevano nei circuiti di Formula 1 con Mika Häkkinen. Tra questi elementi va senza dubbio citato il frontale con calandra appuntita a forma di freccia. La buona impressione nei confronti del pubblico ottenuta dal prototipo spinse i vertici Mercedes-Benz ad avviarne il progetto che avrebbe portato alla vettura definitiva, e che sarebbe stato sviluppato in collaborazione con il partner inglese di Formula 1, ossia con la McLaren. Il progetto C199 venne infatti supervisionato da Gordon Murray, già con un brillante passato come progettista di monoposto da Formula 1.

### Debutto
La vettura definitiva venne svelata ufficialmente nel settembre 2003 al Salone di Francoforte, mentre l'anno successivo venne presentata anche a Brescia, e più precisamente in Piazza della Loggia, storico punto di partenza della famosa Mille Miglia, la gara che negli anni ruggenti vide trionfare la 300 SL "Ali di gabbiano".
Qui, in una suggestiva cornice sottolineata dalla presenza di una sessantina di veterane W198 tirate a lustro, la SLR McLaren compare pilotata dal pilota finlandese Kimi Räikkönen.

### Stile ed interni
La SLR McLaren non si distaccava di molto dalla concept Vision SLR. Le differenze erano quindi molto leggere, pertanto venivano riconfermate le griglie sui parafanghi anteriori, gli scarichi ad uscita laterale, il lungo cofano anteriore, il frontale appuntito ed a forma di freccia, i doppi fari ellissoidali a disegno incrociato, le portiere ad apertura verticale con incernieratura sui montanti anteriori, la coda corta e raccolta, l'abitacolo quasi a ridosso di essa, i fari posteriori a forma di triangolo molto stilizzato, avvolgente ed arrotondato ed infine, sempre nella zona posteriore, anche l'estrattore d'aria. Il tutto conferisce alla vettura elevate doti di aerodinamicità, raggiunta mediante accurati test in galleria del vento. Dispone di un alettone posteriore che fuoriesce automaticamente, sia in fase di accelerazione per aumentare la stabilità del retrotreno, sia in frenata per agire come una sorta di flap ed opporre resistenza aerodinamica così da diminuire gli spazi di arresto (sistema Airbrake). Il coefficiente di penetrazione aerodinamica scende ad un valore di 0.29.
L'abitacolo biposto della SLR-McLaren sposa sportività ed eleganza, ma anche elementi classici e moderni: qui vengono accostati i materiali più pregiati, come la fibra di carbonio (utilizzata ad esempio per i sedili), l'alluminio e la pelle "Silver Arrow". Tra le varie particolarità, spicca il pulsante di accensione del motore posizionato sulla sommità della leva del cambio. Il volante da 38 cm di diametro è regolabile sia in altezza sia longitudinalmente. La consolle centrale di forma ovale poteva essere richiesta in alluminio o in carbonio, ed è dominata dalla grande scritta "SLR", mentre i sedili assai profilati offrono un notevole livello di contenimento, oltre ad appagare la vista grazie al loro design molto aggressivo.

### Struttura e meccanica

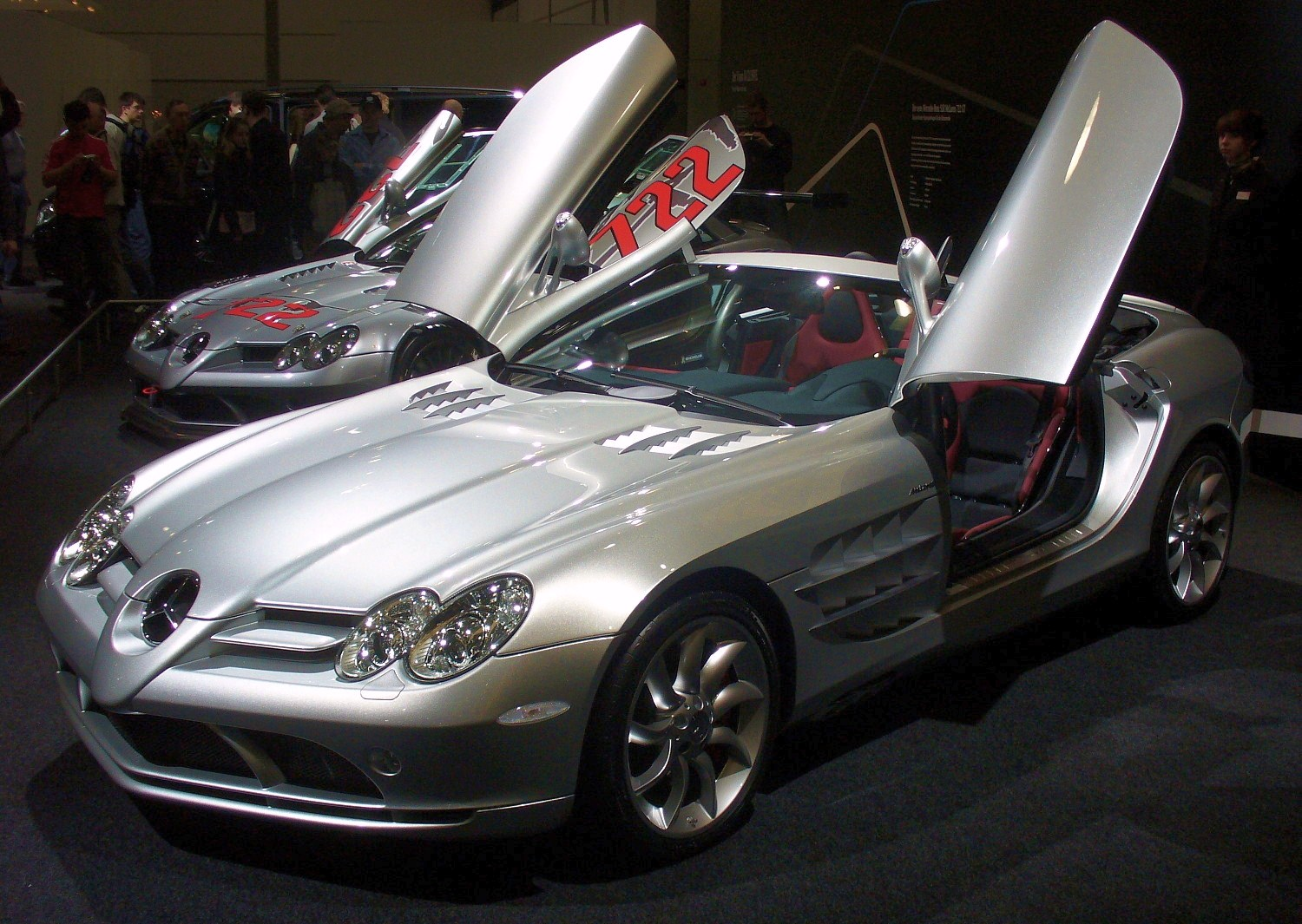
L'apertura verso l'alto delle portiere di una SLR McLaren

La SLR McLaren impiega vari contenuti tecnologici di alto livello.
La raffinatezza tecnica della vettura si riscontra già a livello della carrozzeria, poiché questa è realizzata in CFK, un materiale a base di fibra di carbonio, esattamente come le monoposto McLaren che corrono in Formula 1. Ciò garantisce un elevato risparmio di peso. Inoltre, anche la scocca stessa della vettura, e quindi la quasi totalità della sua struttura, fa largo uso di fibra di carbonio, ma anche di lega di alluminio. Frontalmente, la struttura della SLR McLaren è stata progettata in modo da garantire un adeguato assorbimento degli urti. Poiché per questa zona è stata impiegata unicamente fibra di carbonio, la SLR McLaren può essere a pieno titolo considerata la prima vettura di serie al mondo ad utilizzare una struttura frontale deformabile in fibra di carbonio. Gli accurati studi di aerodinamica di cui si è parlato in precedenza hanno avuto come risultato anche quello di poter realizzare un fondo piatto con estrattore d'aria posteriore che consentisse un adeguato effetto suolo e quindi anche un livello di deportanza sufficiente a garantire una buona tenuta di strada anche durante l'utilizzo più spinto. Il fondo piatto della McLaren è stato forse il principale dei motivi che hanno spinto i progettisti a sistemare le uscite dello scarico in posizione laterale e sotto i parafanghi anteriori, anche se alla fine il risultato scenografico ha superato di gran lunga le motivazioni tecniche. L'effetto suolo da esso garantito, e quindi le elevate doti di stabilità e tenuta di strada, vengono integrate inoltre da un alettone posteriore che fuoriesce automaticamente una volta superati i 95 km/h, sollevandosi di 10º in modo da schiacciare ulteriormente il retrotreno a terra. Ciò è in realtà qualcosa di già visto e di tipico degli alettoni a fuoriuscita automatica. Ciò che differenzia invece questo alettone dagli altri è il fatto che, in caso di brusca frenata d'emergenza, esso di solleva fino a 65º e a questa inclinazione esso funge da "aerofreno", cioè oppone al moto della vettura una notevole resistenza aerodinamica, in modo da accorciare gli spazi di arresto. Questa particolare funzione dell'alettone posteriore viene definita "sistema Airbrake". In parte, comunque, questo alettone è regolabile anche manualmente mediante un comando posto sulla consolle centrale.
La stabilità e la sicurezza passiva sono garantite infine da un baricentro dinamico spostato dietro l'asse anteriore che migliora la distribuzione dei pesi tra avantreno e retrotreno, ma anche dalla presenza dei consueti sistemi di controllo della stabilità, della trazione e della frenata. Anche la SLR McLaren è quindi equipaggiata con ABS, ESP, ASR e assistente elettronico alla frenata di emergenza (BAS).
Le sospensioni sono in lega di alluminio, con quadrilateri deformabili sovrapposti, mentre l'impianto frenante è a dischi autoventilanti carboceramici, una soluzione raffinata ed assai costosa, tipica delle supercar più performanti. I dischi anteriori hanno pinze freno ad 8 pistoncini e sono caratterizzati da un diametro di ben 370 mm, mentre quelli posteriori, da 360 mm di diametro, hanno pinze azionate da 4 pistoncini. Tale impianto frenante è coadiuvato inoltre dal sistema SBC (Sensotronic Brake Control), che assicura un'efficacia frenante ai massimi livelli. Lo sterzo è a cremagliera, ed è dotato di servosterzo parametrico, cioè che varia la sua incidenza a seconda della velocità della vettura.
La vettura poggia su quattro cerchi da 18 pollici con gommatura differenziata tra avantreno e retrotreno: anteriormente infatti la SLR McLaren calza pneumatici 245/40 ZR18, mentre posteriormente monta invece degli pneumatici 295/35 ZR18. A richiesta era possibile avere la vettura con cerchi da 19 pollici ed una gommatura simile, ma con spalla ulteriormente ribassata, rispettivamente di /35 e /30.
Il propulsore che spinge la SLR McLaren è il motore M155, un V8 frutto dell'evoluzione del 5.5 litri noto con la sigla M113E55ML. Di quest'ultimo, il motore mantiene la cilindrata di 5439 cm³, la sovralimentazione mediante compressore volumetrico ed altre caratteristiche, come le tre valvole per cilindro, le due candele per cilindro ed il singolo asse a camme in testa per bancata. Ma questo motore è stato rivisto dalla AMG di Affalterbach, che grazie all'esperienza dei suoi tecnici ha portato il V8 M155 a raggiungere una potenza massima di 460 kW (626 CV) a 6500 giri/min, con un picco di coppia pari a 780 Nm pressoché costanti tra 3250 e 5000 giri/min. Si tratta pertanto del motore Mercedes-Benz per autovetture ad uso stradale più potente mai realizzato fino a quel momento.
Il potente motore M155 della SLR McLaren è accoppiato ad un classico cambio automatico/sequenziale Speedshift a 5 rapporti dotato di convertitore di coppia, con leva sul tunnel centrale, ma anche con comandi sequenziali al volante in caso si preferisca intervenire personalmente nel cambio marcia. Questo cambio, tra l'altro, è stato rivisto per la particolare applicazione cui sarebbe stato destinato. Pertanto è possibile scegliere fra tre diversi programmi di funzionamento: Manuale, Comfort e Sport. La modalità manuale è quella che permette di selezionare i rapporti mediante le leve poste sul volante. Inoltre, è possibile modificare i tempi di risposta del cambio stesso, mediante ulteriori tre programmi, denominati Sport, Supersport e Race.
La SLR McLaren raggiunge una velocità massima di 334 km/h, lo scatto da 0 a 100 km/h viene coperto in 3.8 s e raggiunge i 200 ed i 300 km/h rispettivamente in 10.6 e 28.8 s.

## Versioni speciali
La SLR McLaren ha esordito nel 2003 con le specifiche descritte poc'anzi e con carrozzeria coupé. Alla fine del 2007 la coupé è stata tolta di produzione, mentre già da qualche mese era stata introdotta la versione Roadster. Anche questo fatto curioso, che non si sa se sia stato voluto o meno, ricalca la storia della vecchia serie W198 di cinquant'anni prima, quando la 300 SL Ali di gabbiano venne rimpiazzata dalla versione roadster. Durante la carriera della SLR McLaren, però, sono state introdotte altre versioni, ancora più esclusive, che vengono descritte di seguito assieme alla roadster stessa.

### SLR McLaren 722 Edition

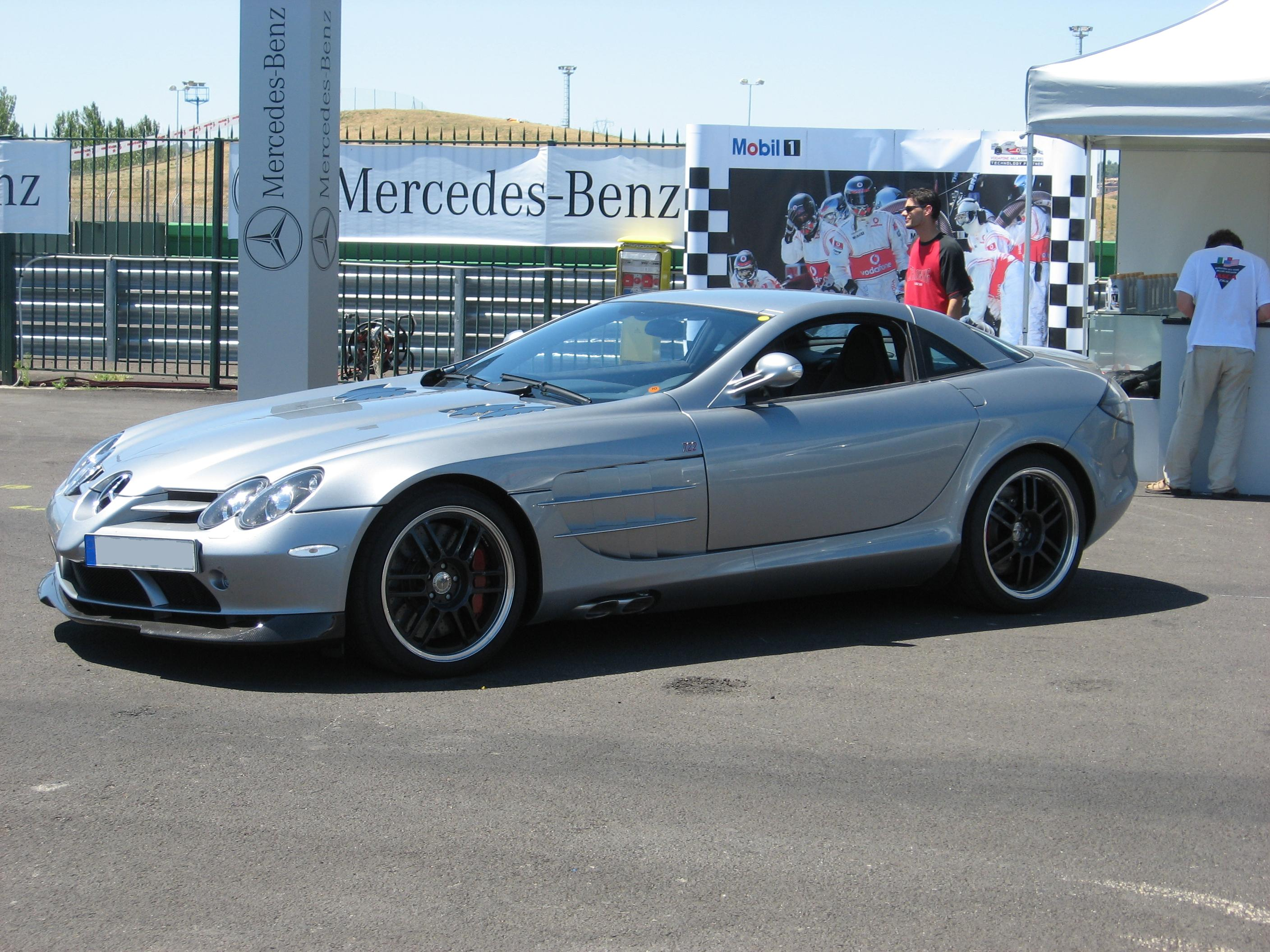
Una SLR McLaren 722 Edition

Introdotta nel 2006, è una versione speciale celebrativa della vittoria della 300 SLR alla Mille Miglia del 1955, evento in cui la vettura di Stirling Moss e del suo co-pilota Denis Jenkinson numerata 722 (ad indicare l'ora di partenza, le 7.22 del mattino) da cui la denominazione della vettura.
La SLR McLaren 722 Edition è riconoscibile dai cerchi specifici da 19 pollici e di color scuro. Le maggiori dimensioni dei cerchi hanno permesso di ospitare dischi anteriori maggiorati da 380 mm, sempre in materiale carboceramico. Sono state riviste anche le sospensioni, dal momento che l'altezza della vettura risulta ridotta di 10 mm rispetto alla "normale" SLR McLaren. Ma soprattutto è stato rivisto il motore, che qui arriva ad erogare 650 CV di potenza massima a 6500 giri/min, con una coppia massima di 820 Nm a 4000 giri/min. Ne beneficiano le prestazioni: la 722 Edition raggiunge una velocità massima di 337 km/h, con uno scatto da 0 a 100 km/h coperto in 3"6, mentre per raggiungere i 200 km/h, sempre da fermo, sono sufficienti 10"2 ed il limite dei 300 km/h si infrange dopo 28 secondi.
La 722 Edition è stata prodotta in soli 150 esemplari.

### SLR McLaren Roadster

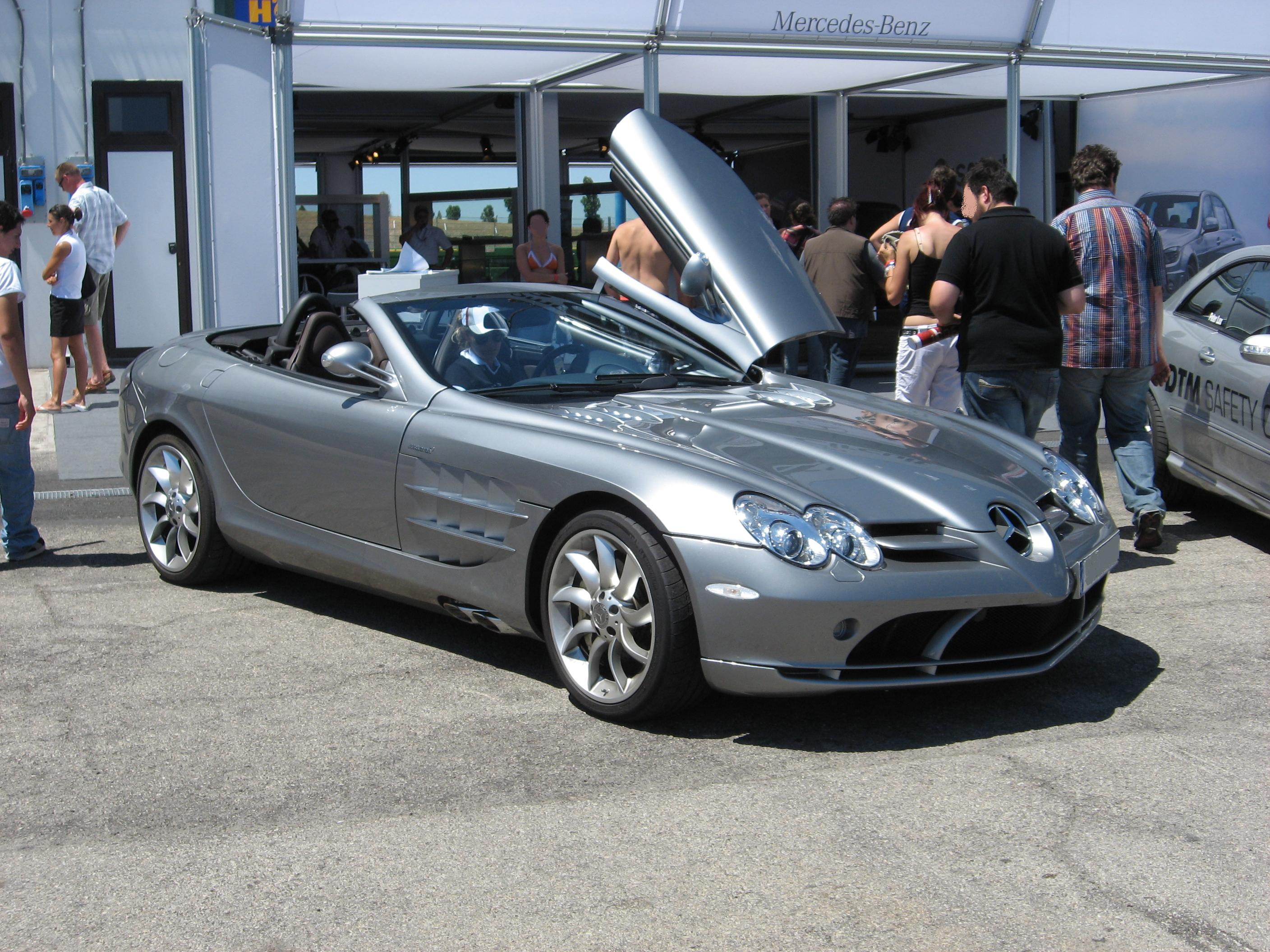
Una SLR McLaren Roadster

Introdotta nel settembre 2007 e contraddistinta dalla sigla di progetto R199, la SLR McLaren Roadster era in pratica la versione scoperta della SLR McLaren standard. Differisce esternamente da quest'ultima, quindi, per l'assenza del padiglione, sostituito da una classica capote in tela, una soluzione voluta più dalla McLaren che dalla stessa Mercedes-Benz, la quale già da oltre dieci anni si era convertita alla soluzione del tetto metallico ripiegabile.
Tecnicamente, la Roadster differisce dalla coupé per l'irrigidimento generale della scocca, ottenuto mediante longheroni longitudinali in acciaio e con l'ausilio di due roll-bar sistemati dietro i sedili.
Il propulsore montato dalla Roadster è lo stesso di quello della coupé: restano quindi invariate le prestazioni del motore, mentre l'allungo subisce una leggerissima flessione, arrivando a 332 km/h.
La Roadster ha in pratica sostituito la coupé che verrà tolta di produzione alla fine di quello stesso 2007. La versione scoperta, invece, verrà prodotta fino ai primissimi mesi del 2009.

### SLR McLaren Roadster 722S

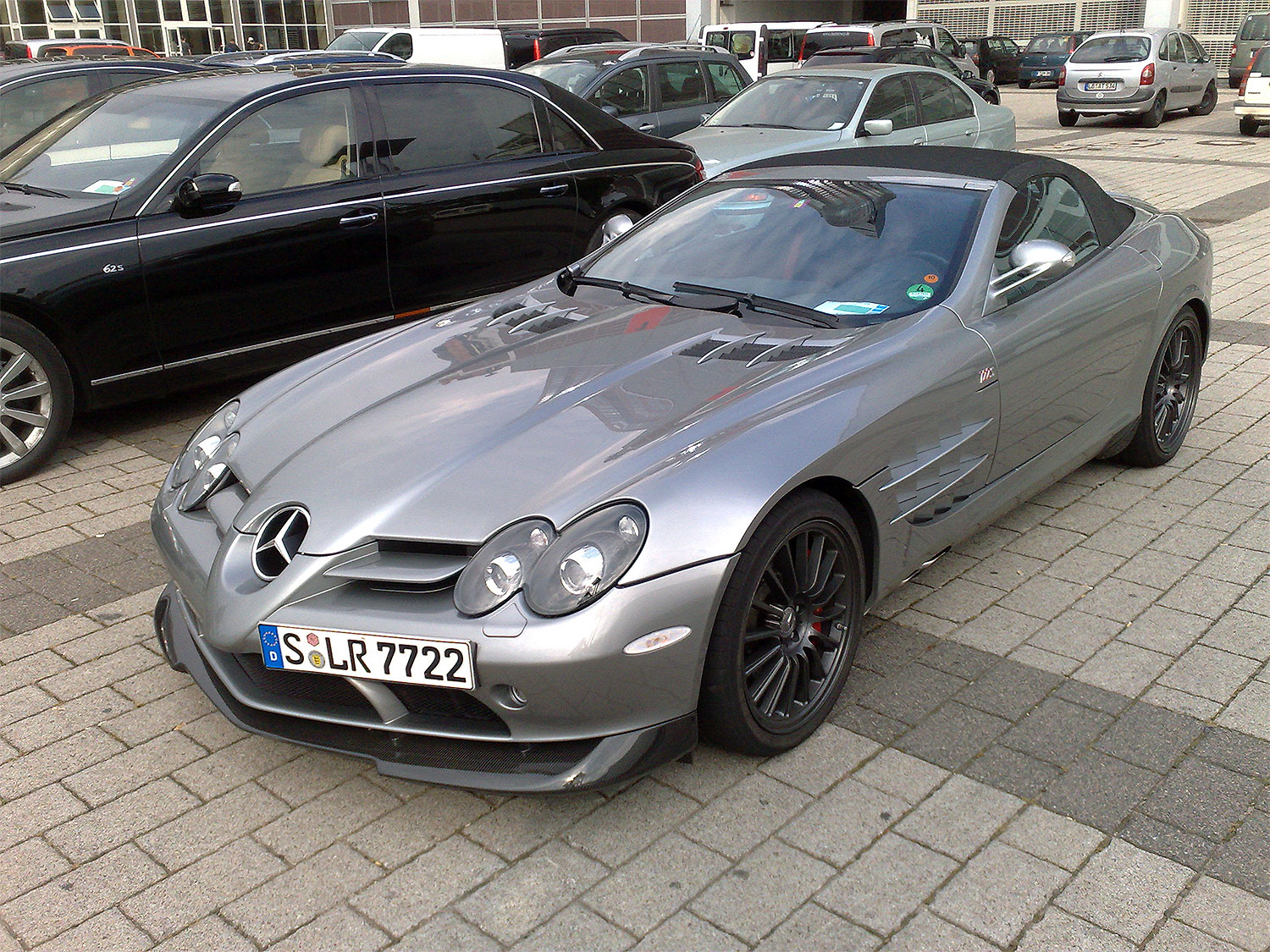
La Mercedes-Benz SLR McLaren Roadster 722S

La Roadster 722S è in pratica una 722 Edition con carrozzeria scoperta. Della 722 coupé riprende meccanica e prestazioni, e viene prodotta in 150 esemplari.

### SLR McLaren 722 GT

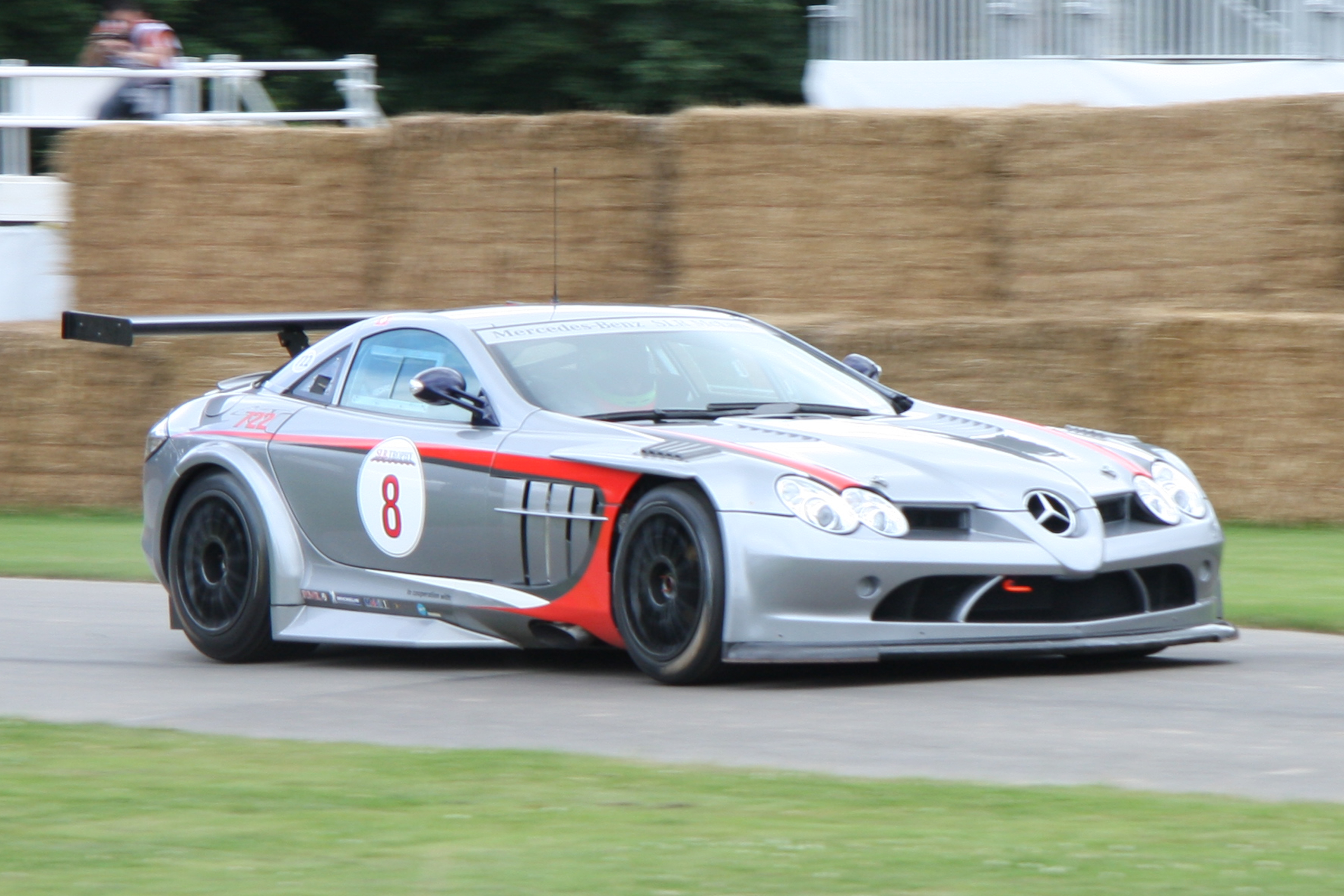
La Mercedes-Benz SLR McLaren 722 GT

Della 722 è stata realizzata anche una versione GT progettata come "auto sportiva pura" dagli specialisti inglesi della Mallock Ltd (RML); non è omologata per la guida su strada e parteciperà esclusivamente al Trofeo dell'SLR Club.
Ne risultano essere stati costruiti solo 21 esemplari in tutto il mondo. Per quanto riguarda le caratteristiche tecniche il V8 da 5.5 litri sovralimentato resta invariato, sono invece state apportate modifiche sull'aerodinamica, sulle sospensioni, sul sistema frenante e quello di scarico.
Gli interni sono stati ridotti al minimo per perdere peso infatti la 722 GT pesa 1390 kg rispetto ai 1768 della versione stradale; la potenza sale, passando da 650 a 680 CV, mentre le coppia è passata da 819 a 828 Nm. La velocità massima è stata volutamente limitata a 315 orari, mentre per accelerare da 0 a 100 km/h sono stavolta sufficienti solo 3"3.

### SLR McLaren Stirling Moss

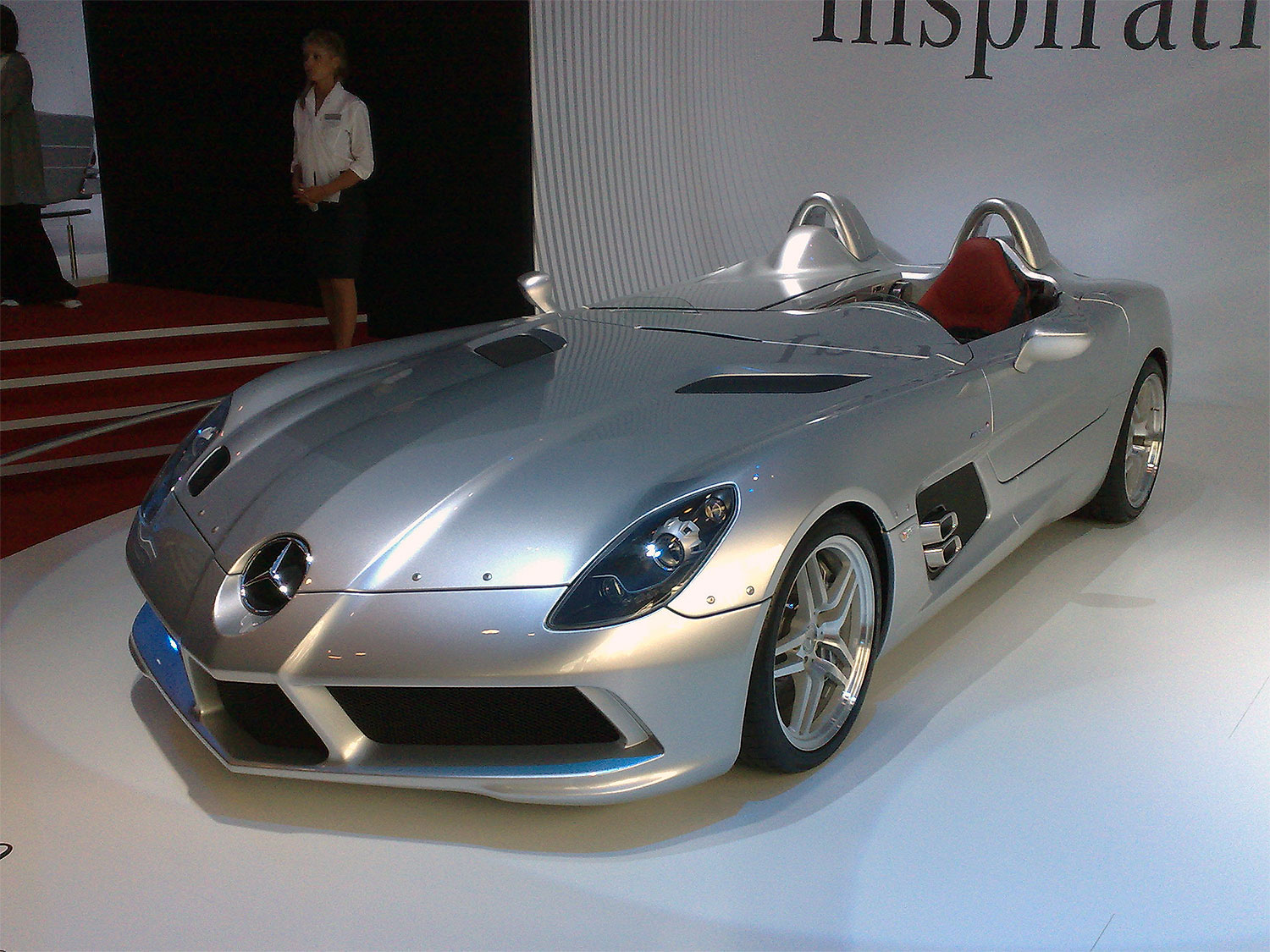
La Mercedes-Benz SLR Stirling Moss

Nel 2009 è stata presentata l'evoluzione della SLR denominata SLR Stirling Moss in onore del celebre pilota automobilistico Stirling Moss. Disponibile solo in versione roadster senza capote in tela o tetto rigido. La carrozzeria è stata sensibilmente rivista in maniera tale da richiamare le 300 SLR da competizione con carrozzeria roadster, nello stile delle vetture da corsa degli anni cinquanta.
Viene spinta da un motore V8 di 90° capace di erogare 650 CV a 6500 giri/min con una coppia motrice di 820 N·m. La velocità massima dichiarata è di 350 km/h e lo scatto da 0 a 100 km/h viene coperto in 3,5 secondi, grazie anche ad un risparmio di peso ottenuto in fase di progettazione. La vettura viene proposta in una tiratura limitata a 75 esemplari ed esclusivamente a clienti selezionati: per averla, infatti, bisogna già possedere una SLR McLaren base e pagare ulteriori 750.000 euro per questa versione.

## Risultati commerciali
Al momento del debutto della SLR, Mercedes-Benz auspicò una produzione totale limitata a 3500 vetture. Tuttavia le vendite furono assai più contenute del previsto: alla sua uscita di scena, erano state prodotte complessivamente appena 2157 SLR.
Questo ed altri motivi di vario genere hanno contribuito alla fine del sodalizio commerciale e sportivo tra McLaren e Mercedes-Benz.
La vettura che in parte ha preso il posto della SLR McLaren, la SLS AMG, è stata realizzata unicamente dalla casa tedesca, mentre la McLaren ha avviato un progetto concretizzatosi tra la fine del 2010 e l'inizio del 2011 con la McLaren MP4-12C.